# Orillia
Orillia é uma cidade localizada na província canadense de Ontário. A sua área é de 28,61 km², sua população é de 30 586 habitantes, e sua densidade populacional é de 1 069 hab/km² (segundo o censo canadense de 2011). A cidade foi fundada em 1867, e incorporada em 1875.